# 盧博米爾斯基宮 (華沙)

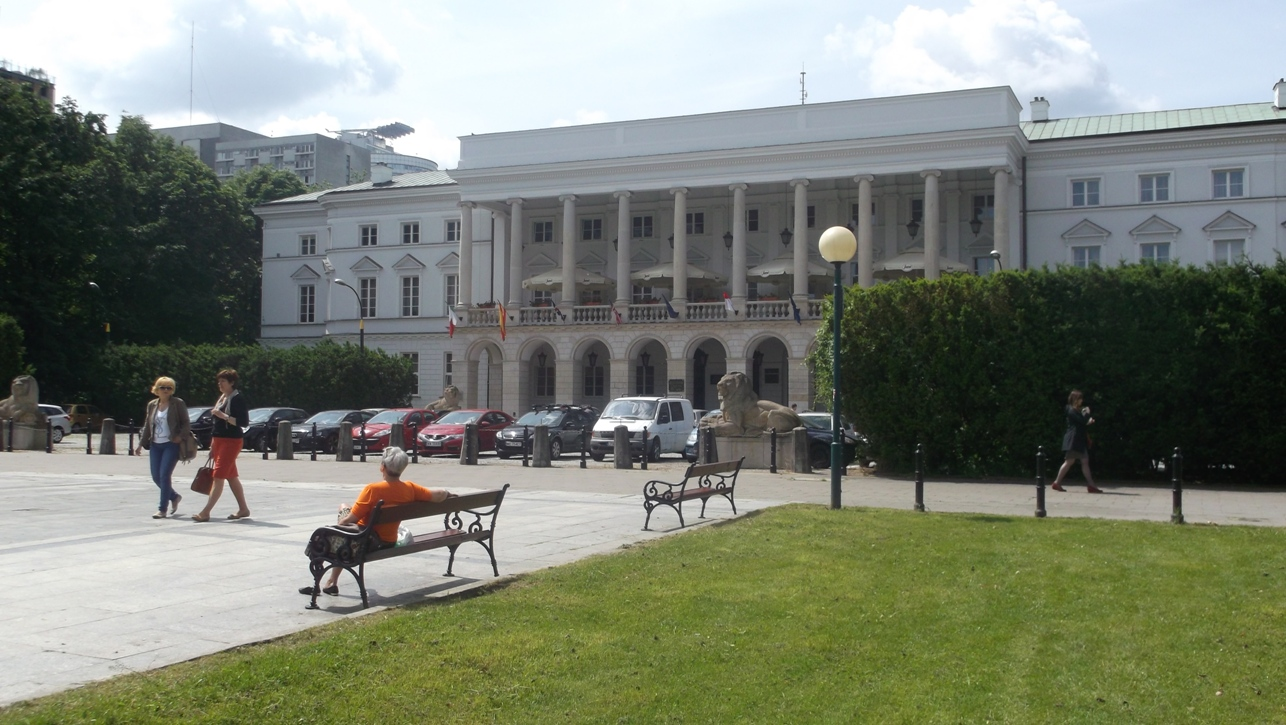
盧博米爾斯基宮

盧博米爾斯基宮（波蘭語：Pałac Lubomirskich）是位於波蘭首都華沙市中心的一座宮殿建築，修建於18世紀。這座建築始建於1730年。1760年，盧博米爾斯基宮按巴洛克風格建築外觀重建。

## 外部連結
- Więcej zdjęć| - Photos of the palace from 1939 （页面存档备份，存于）